# NRA Years
NRA Years è la prima raccolta di brani già editi pubblicata dalla band skate punk No Use for a Name. Contiene i brani editi con la New Archive Records nei primi due album Incognito e Don't Miss the Train oltre a tre live.

## Tracce
1. Truth Hits Everybody
2. Noitall
3. I Detest
4. It Won't Happen Again
5. Puppet Show
6. Thorn In My Side
7. Tollbridge
8. Not Your Savior
9. Another Step
10. Don't Miss The Train
11. Get Out of This Town
12. Death Doesn't Care
13. DMV (live)
14. Born Addicted (live)
15. Hail to the King (live)

## Formazione
- Tony Sly - voce, chitarra
- Chris Dodge - chitarra
- Rory Pfefer - chitarra
- Steve Papoutsis - basso
- Rory Koff - batteria